# OTE-Fernsehturm
Der OTE-Fernsehturm, benannt nach der griechischen Telekommunikationsgesellschaft OTE, ist ein architektonisch atypischer, 76 Meter hoher Fernsehturm auf dem Messegelände in Thessaloniki, welcher von Dimitriadis entworfen wurde. Der vom griechischen Architekten Alexandros Anastasiadis entworfene Fernsehturm gehört zu den Landmarken der Stadt Thessaloniki. Eigentümerin des Fernsehturms ist die TIF-Helexpo, welche ihn an die OTE verpachtet. Neben dem funktechnischen Zweck und der Nutzung als Aussichts- und Restaurantturm dient der Turm dem Messegelände auch als Pavillon.
Nach dem 108 Meter hohen Sendeturm Parnitha ist der OTE-Fernsehturm der zweithöchste in Griechenland.

## Geschichte
Noch vor der offiziellen Fertigstellung des OTE-Fernsehturms am 7. August 1966, nämlich am 23. Februar 1966, erfolgte von diesem Turm aus die erste Übertragung des griechischen staatlichen Fernsehens Elliniki Radiofonia Tileorasi.
Im Jahr 2005 wurde der Turm umfassend renoviert.

## Beschreibung
Am OTE-Fernsehturm kragen entlang des gesamten Turmschafts insgesamt vier Turmkörbe mit zwölfeckigem Grundriss heraus. Sie sind alle in verschiedenen prismenförmigen Variationen gestaltet.
Der erste eingeschossige Turmkorb, nur knapp über dem Turmfuß, wird als Lager verwendet. Der zweite Korb mit einer zweireihigen hohen Fensterverglasung dient als Messepavillon. Im dritten Turmkorb befinden sich die Einrichtungen für die Sendetechnik. In dem am höchsten gelegenen Turmkorb, der auch gleichzeitig den größten Durchmesser aufweist, ist das Drehrestaurant untergebracht. Das Restaurant dreht sich in 45 Minuten einmal um die eigene Achse. Im Turmschaft befindet sich neben dem Treppenhaus auch eine Aufzugsanlage. Das Treppenhaus reicht über 166 Stufen bis zum vierten Turmkorb.
Oberhalb des Drehrestaurants befindet sich eine kleine kegelstumpfähnliche Kanzel, an die sich der etwa 30 Meter hohe Antennenträger anschließt. Zur Spitze hin verjüngt sich die Struktur des Antennenträgers. Die Bauwerkshöhe ohne Antennenträger beträgt rund 45 Meter.

## Rezeption
1985 veröffentlichte die Griechische Post aus Anlass der 2300-Jahr-Feier der Stadt Thessaloniki eine Sondermarke, auf welcher der OTE-Fernsehturm sowie zwei weitere Sehenswürdigkeiten der Stadt abgebildet sind. Der Nennwert der Marke beträgt 95 Lepta.